# Быстрянка (Алтайский край)
Быстря́нка — село в Красногорском районе Алтайского края. Административный центр Быстрянского сельсовета.

## География
Село находится на правом берегу реки Катунь, на Чуйском тракте, на расстоянии 56 км к юго-востоку от города Бийск, административного центра района.

## История
Основано в 1626 году. В 1926 году село Быстрянское состояло из 338 хозяйств. В национальном составе населения того периода преобладали русские. В административном отношении являлось центром Быстрянского сельсовета Сростинского района Бийского округа Сибирского края.

## Население
| 1926  | 1997  | 1998  | 1999  | 2000  | 2001  | 2002  | 2003  | 2004  | 2005  |
| ----- | ----- | ----- | ----- | ----- | ----- | ----- | ----- | ----- | ----- |
| 1788  | ↗2122 | ↘2109 | ↘2083 | ↘2071 | ↘2000 | ↗2028 | ↘1950 | ↘1920 | ↗1929 |
| 2006  | 2007  | 2008  | 2009  | 2010  | 2011  | 2012  | 2013  |       |       |
| ↘1905 | ↘1888 | ↗1897 | ↘1872 | ↘1790 | ↘1787 | ↗1809 | ↗1838 |       |       |

### Национальный состав
Согласно результатам переписи 2002 года, в национальной структуре населения русские составляли 96 %.

## Улицы
| - ул. 70 лет Победы, - ул. Береговая, - ул. Катунская, - ул. Кирова, | - ул. Ленина, - ул. Луговая, - ул. Майская, - пер. Мартовский, | - ул. Мирная, - ул. Молодёжная, - ул. Новая, - ул. Победы, | - ул. Садовая, - ул. Социалистическая, - ул. Трактовая, - ул. Чуйская. |

## Известные уроженцы
- Животиков, Павел Кузьмич (1904—1970) — советский лингвист, хантывед.